# Belisana yanbaruensis
Belisana yanbaruensis (Japans:ヤンバルユウレイグモ,Yanbaru-yūreigumo) is een spinnensoort uit de familie trilspinnen (Pholcidae). De soort komt voor in Japan.